# The Beatles 1967–1970
The Beatles 1967–1970 (Blue Album) – kompilacja zawierająca największe hity zespołu The Beatles z późniejszego okresu twórczości.
Zdjęcie umieszczone na okładce płyty zrobione zostało w siedzibie EMI w Londynie i przedstawia wszystkich członków zespołu spoglądających w dół, z klatki schodowej. Zdjęcie o tej samej kompozycji, tyle, że zrobione 6 lat wcześniej zostało umieszczone na okładkach płyt Please Please Me oraz The Beatles 1962–1966. Zdjęcie to pierwotnie miało pojawić się na okładce nigdy nie wydanego albumu Get Back, który potem został zamieniony na płytę Let It Be, a w nowym projekcie została użyta inna okładka.
W wyborze utworów, jakie znalazły się na płycie brali udział członkowie zespołu. Podobnie rzecz miała się z kolorystyką i zdjęciami. Kolor niebieski został użyty, aby nawiązać do jednego z ich ulubionych zespołów piłkarskich – Everton F.C. Mimo że wiele piosenek, które były coverami, w wykonaniu Beatlesów odniosło sukces, to nie zostały one umieszczone na albumie. W trakcie wybierania utworów pojawił się także pomysł, aby dodać piosenki wykonywane przez członków zespołu już po rozpadzie, ale ze względu na ograniczoną ilość miejsca na płytach winylowych, pomysł został odrzucony.

## Lista piosenek
Wszystkie utwory napisane przez duet Lennon/McCartney, poza zaznaczonymi.

### Strona pierwsza
| 1. | „Strawberry Fields Forever”             | 4:10  |
|    |                                         |       |
| 2. | „Penny Lane”                            | 3:03  |
|    |                                         |       |
| 3. | „Sgt. Pepper's Lonely Hearts Club Band” | 2:02  |
|    |                                         |       |
| 4. | „With a Little Help from My Friends”    | 2:04  |
|    |                                         |       |
| 5. | „Lucy in the Sky with Diamonds”         | 3:28  |
|    |                                         |       |
| 6. | „A Day in the Life”                     | 5:07  |
|    |                                         |       |
| 7. | „All You Need Is Love”                  | 3:48  |
|    |                                         |       |
|    |                                         | 23:42 |
|    |                                         |       |

### Strona druga
| 1. | „I Am the Walrus”      | 4:37  |
|    |                        |       |
| 2. | „Hello, Goodbye”       | 3:31  |
|    |                        |       |
| 3. | „The Fool on the Hill” | 3:00  |
|    |                        |       |
| 4. | „Magical Mystery Tour” | 2:51  |
|    |                        |       |
| 5. | „Lady Madonna”         | 2:17  |
|    |                        |       |
| 6. | „Hey Jude”             | 7:08  |
|    |                        |       |
| 7. | „Revolution”           | 3:24  |
|    |                        |       |
|    |                        | 26:48 |
|    |                        |       |

### Strona trzecia
| 1. | „Back in the U.S.S.R.”                    | 2:43  |
|    |                                           |       |
| 2. | „While My Guitar Gently Weeps” (Harrison) | 4:45  |
|    |                                           |       |
| 3. | „Ob-La-Di, Ob-La-Da”                      | 3:05  |
|    |                                           |       |
| 4. | „Get Back”                                | 3:07  |
|    |                                           |       |
| 5. | „Don't Let Me Down”                       | 3:33  |
|    |                                           |       |
| 6. | „The Ballad of John and Yoko”             | 3:05  |
|    |                                           |       |
| 7. | „Old Brown Shoe” (Harrison)               | 3:18  |
|    |                                           |       |
|    |                                           | 23:36 |
|    |                                           |       |

### Strona czwarta
| 1. | „Here Comes the Sun” (Harrison) | 3:05  |
|    |                                 |       |
| 2. | „Come Together”                 | 4:20  |
|    |                                 |       |
| 3. | „Something” (Harrison)          | 3:03  |
|    |                                 |       |
| 4. | „Octopus's Garden” (Starkey)    | 2:51  |
|    |                                 |       |
| 5. | „Let It Be”                     | 4:03  |
|    |                                 |       |
| 6. | „Across the Universe”           | 3:48  |
|    |                                 |       |
| 7. | „The Long and Winding Road”     | 3:38  |
|    |                                 |       |
|    |                                 | 24:48 |
|    |                                 |       |